# 黄明度
黄明度（？—），男，中华人民共和国昆虫学家、政治人物，广东省昆虫研究所研究员，曾任九三学社中央委员会常务委员、广东省委员会主任委员，第九届全国政协委员。